# Psychotria phaeochlamys
Psychotria phaeochlamys là một loài thực vật có hoa trong họ Thiến thảo. Loài này được (Lauterb. & K.Schum.) Valeton miêu tả khoa học đầu tiên năm 1927.